# Amásia (Turquia)
Amásia, Amássia ou Amasia (em turco: Amasya; em grego: Ἀμάσεια; romaniz.: Amaseia; em arménio: Ամասիա) é uma cidade e distrito do norte da Turquia, capital da província homónima, na região do Mar Negro. O distrito tem 1 889 km² de área e em dezembro de 2021 tinha 147 380 habitantes (densidade: 78 hab./km²), dos quais 114 921 na cidade.